# Canthyporus loeffleri
Canthyporus loeffleri là một loài bọ cánh cứng trong họ Bọ nước. Loài này được Wewalka miêu tả khoa học năm 1981.